# Julia Drusi Caesaris
Julia Drusi Caesaris (in inscripties: IVLIA•DRVSI•CAESARIS•FILIA) (ca. 5 - 43 n.Chr.) was de dochter van Drusus Claudius Nero en Livilla en de kleindochter van princeps Tiberius en Vipsania Agrippina.
Toen in 14 n.Chr. Augustus stervend was, was zij ziek en Augustus vroeg aan zijn vrouw Livia Drusilla, voor hij stierf, of Julia was genezen.
In 20 n.Chr. huwde ze haar neef Nero Julius Caesar (de zoon van Germanicus Julius Caesar en Vipsania Agrippina maior). Het huwelijk schijnt ongelukkig te zijn geweest, en werd slachtoffer van de machinaties van de beruchte praefectus praetorio Seianus, die zijn intieme relatie met Livilla gebruikte om te complotteren tegen Germanicus’ familie. In de woorden van Tacitus: "of de jongeman (d.i. Nero Julius Caesar) sprak of zweeg, [er bleek] schuld uit zwijgen, uit spreken. Hij was zelfs in zijn nachtrust niet onbezorgd, want zijn echtgenote vertelde over zijn slapeloosheid, slaap en zuchten aan haar moeder Livia en deze aan Seianus".
In 29 n.Chr., door de intriges van Seianus, en op aandringen van Tiberius, werden Nero en Agrippina beschuldigd van verraad. Nero werd door de senaat tot staatsvijand uitgeroepen, die in de kettingen geslagen in een gesloten draagstoel werd wegvoerd, en werd verbannen naar het eiland van Pontia. Het volgende jaar werd hij geëxecuteerd of tot zelfmoord gedreven. Cassius Dio vermeldt dat Julia nu werd verloofd met Sejanus, maar deze bewerking schijnt tegengesproken te worden door Tacitus. Seianus werd op 18 oktober 31 n.Chr. op bevel van Tiberius veroordeeld en geëxecuteerd.
In 33 n.Chr. huwde Julia Gaius Rubellius Blandus, een man uit de ordo equester die consul suffectus in 18 n.Chr. en later proconsul van Africa was. Hun kinderen waren Gaius Rubellius Plautus (ca. 33- 62 n.Chr.) en Rubellia Bassa die een oom langs moederskant van de toekomstige princeps Nerva huwde. Iuvenalus stelt nog een zoon voor, genaamd Gaius Rubellius Blandus. Een inscriptie doet vermoeden dat Julia ook de moeder van een zekere Rubellius Drusus zou zijn geweest.
Rond 43 n.Chr. beschuldigde een informant van Messalina, Claudius' vrouw, haar valselijk van incest en zedeloosheid. Haar oom Claudius, zonder zijn nicht het recht op verdediging te gunnen, liet haar executeren "door het zwaard". Zij heeft misschien niet gewacht op de executie door zich haar eigen leven te ontnemen. Haar verre verwant Pomponia Graecina bleef veertig jaren rouwen, zich hiermee openlijk verzettend tegen Claudius, maar bleef hiervoor ongestraft.

## Voetnoten
1. ↑  PIR² I 636.
2. ↑  Suetonius, Vita Augusti 99.
3. 1 2  Tacitus, Annales III 29.3.
4. ↑  Tacitus, Annales IV 60.2.
5. ↑  Cassius Dio, LVIII 3.9.
6. ↑  F.O.S. 422.
7. ↑  Cf. F.O.S. 422 voor zijn praenomen.
8. ↑  Saturae VIII 39.
9. ↑  CIL VI 16057. PIR1 R 83 (PIR2 R 122), cf. F.O.S. 422.
10. ↑  Seneca, Octavia 944-946: "Ferro.. caesa est".
11. ↑  A.A. Barrett, Agrippina: Sex Power, and Politics in the Early Empire, New Haven, 1996, pp. 87, 104.
12. ↑  Tacitus, Annales XIII 32.3.

## Antieke bronnen
- Tacitus, Annales III 29.3, IV 60.2, VI 27.1, XIII 19.3, 32.3, 43.2, XIV 22.1, 57.2.
- Suetonius, Augustus 99, Claudius 29.
- Cassius Dio, LVIII 21.1, LX 18.4.
- Iuvenalis, Saturae VIII 39-43.
- Seneca, Apocolocyntosis divi Claudii X 4, Octavia 944-946.